# Rafał Makowski
Rafał Makowski (ur. 5 sierpnia 1996 w Warszawie) – polski piłkarz występujący na pozycji pomocnika w polskim klubie GKS Tychy.

## Kariera klubowa
Makowski jest wychowankiem Legii Warszawa. Zadebiutował w pierwszej drużynie 6 sierpnia 2015, w wygranym 1:0 meczu III rundy kwalifikacyjnej do Ligi Europy z albańskim zespołem FK Kukësi, zmieniając Michała Pazdana w 61. minucie. W sezonie 2015/16 został mistrzem Polski. 12 sierpnia 2016 został wypożyczony na rundę jesienną do Pogoni Siedlce, po czym wrócił do stołecznego klubu i wiosną grał w III-ligowej drużynie rezerw. 31 lipca 2017 dołączył na roczne wypożyczenie do Zagłębia Sosnowiec. 
30 czerwca 2018 piłkarzowi skończył się kontrakt z Legią Warszawa. W barwach „Wojskowych” wystąpił w 14 meczach (7 w Ekstraklasie, 4 w europejskich pucharach, 2 w Pucharze Polski i 1 w Superpucharze Polski). Następnie występował w Radomiaku Radom i Śląsku Wrocław. 7 stycznia 2022 roku podpisał trzyletni kontrakt z węgierskim klubem Kisvárda FC.

## Sukcesy

### Legia Warszawa
- Mistrzostwo Polski: 2015/2016
- Puchar Polski: 2015/2016